# El Hielo
El Hielo, eller enbart Hielo (spanska: Is), är en ort i Mexiko, tillhörande kommunen Huixquilucan i delstaten Mexiko. El Hielo ligger i den centrala delen av landet och tillhör Mexico Citys storstadsområde. Orten hade 3 020 invånare vid folkmätningen 2010.